# Nephrurus stellatus
Nephrurus stellatus är en ödleart som beskrevs av  Storr 1968. Nephrurus stellatus ingår i släktet Nephrurus och familjen geckoödlor. IUCN kategoriserar arten globalt som livskraftig. Inga underarter finns listade i Catalogue of Life.